# La Casa Amarilla (Van Gogh)
La casa amarilla (en francés, La Maison jaune, en neerlandés, Het gele huis) es el título dado a una pintura al óleo del pintor neerlandés postimpresionista Vincent van Gogh, realizada en 1888. La casa albergaba el estudio que alquiló en el mes de septiembre, ya que deseaba arraigar en una casa que sintiese como propia. Allí se trasladó el día 17, y sus cartas reflejan el optimismo que le embargaba entonces. Así, escribe a su hermano:

Mi querido Theo, por fin estamos en el buen camino. Ciertamente, no importa estar sin hogar y vivir en los cafés, como un viajero, cuando se es joven, pero esto se ha vuelto insoportable para mí.

Su idea era compartir la casa con Theo, y con los miembros del estudio. El hecho coincide con una conciencia creciente de los cambios en su trabajo.
El edificio era el número 2 en la Place Lamartine de Arlés. El artista alquiló dos habitaciones grandes en la planta baja como estudio y una cocina y dos habitaciones en el primer piso con vistas a la plaza. La ventana con las contraventanas abiertas del primer piso es la habitación de invitados, a donde se mudó Paul Gauguin en octubre de 1888, con idea de crear un taller de artistas. La ventana con los postigos cerrados es la de la habitación de van Gogh, que plasmó en El dormitorio en Arlés. 
En la parte izquierda del edificio había un restaurante y tienda de comestibles, cuyo letrero se ve sobre el toldo. Aquí Vincent comía todos los días según una carta a Theo de septiembre de 1888. En el extremo derecho la calle se convertía en la Avenue Montmajour y pasaba bajo dos puentes ferroviarios.
Estos edificios fueron destruidos por una bomba aérea el 25 de junio de 1944.